# Mørkøv Sogn
Mørkøv Sogn var et sogn i Holbæk Provsti (Roskilde Stift). Sognet blev 1. december 2015 lagt sammen med Stigs Bjergby Sogn til Stigs Bjergby-Mørkøv Sogn.
I 1800-tallet var Mørkøv Sogn anneks til Stigs Bjergby Sogn. Begge sogne hørte til Tuse Herred i Holbæk Amt. Stigs Bjergby-Mørkøv sognekommune blev senere delt så hvert sogn blev en selvstændig sognekommune. Ved kommunalreformen i 1970 blev både Stigs Bjergby og Mørkøv indlemmet i Tornved Kommune, der ved strukturreformen i 2007 indgik i Holbæk Kommune.
I Mørkøv Sogn ligger Mørkøv Kirke.
I sognet findes følgende autoriserede stednavne:
- Bakkerup (bebyggelse, ejerlav)
- Dyrehavegård (landbrugsejendom)
- Egemose (bebyggelse)
- Elleskov (bebyggelse)
- Ibshuse (bebyggelse)
- Knabstrup (bebyggelse)
- Knabstrup Stationsby (stationsby)
- Mørkøv (stationsby)
- Nøkkentved (bebyggelse, ejerlav)
- Rishuse (bebyggelse)
- Sandbakke (bebyggelse)
- Smededal (bebyggelse)
- Stoltenborg (bebyggelse)
- Toftholm (ejerlav, landbrugsejendom)
- Tvede (bebyggelse, ejerlav)
- Vented (bebyggelse, ejerlav)